# Isabella Schinikowa
Isabella Schinikowa (bulgarisch Изабелла Шиникова; * 25. Oktober 1991 in Sofia) ist eine bulgarische Tennisspielerin.

## Karriere
Schinikowa spielt hauptsächlich Turniere auf der ITF Women’s World Tennis Tour, bei der sie seit 2010 bereits 27 Einzel- und 32 Doppelkonkurrenzen gewonnen hat.
Ihre beste Weltranglistenposition erreichte sie im Februar 2017 mit Platz 133 im Einzel und im Mai 2019 mit Platz 159 im Doppel.
Im Jahr 2012 spielte Schinikowa erstmals für die bulgarische Fed-Cup-Mannschaft. In ihrer Fed-Cup-Bilanz stehen 17 Siege und 22 Niederlagen zu Buche.

## Turniersiege

### Einzel
| Nr. | Datum              | Turnier             | Kategorie   | Belag             | Finalgegnerin          | Ergebnis         |
| --- | ------------------ | ------------------- | ----------- | ----------------- | ---------------------- | ---------------- |
| 1.  | 18. März 2012      | Amiens              | ITF $10.000 | Sand (Halle)      | Ysaline Bonaventure    | 6:4, 6:2         |
| 2.  | 28. Dezember 2012  | Istanbul            | ITF $10.000 | Hartplatz (Halle) | İpek Soylu             | 6:3, 0:6, 6:3    |
| 3.  | 24. Mai 2014       | Caserta             | ITF $10.000 | Sand              | Marianna Sakarljuk     | 4:6, 6:3, 6:4    |
| 4.  | 25. Januar 2015    | El-Kantaoui         | ITF $10.000 | Hartplatz         | Sandra Samir           | 6:2, 3:6, 6:3    |
| 5.  | 1. Februar 2015    | El-Kantaoui         | ITF $10.000 | Hartplatz         | Marie Benoit           | 6:2, 5:7, 6:1    |
| 6.  | 18. Juli 2015      | Bursa               | ITF $10.000 | Sand              | Julieta Lara Estable   | 6:3, 6:4         |
| 7.  | 27. September 2015 | Varna               | ITF $10.000 | Sand              | Irina Maria Bara       | 7:62, 6:4        |
| 8.  | 4. Oktober 2015    | Sozopol             | ITF $10.000 | Hartplatz         | Margot Yerolymos       | 6:3, 3:0 Aufgabe |
| 9.  | 30. November 2015  | El-Kantaoui         | ITF $10.000 | Hartplatz         | Chiraz Bechri          | 6:1, 6:2         |
| 10. | 6. Dezember 2015   | El-Kantaoui         | ITF $10.000 | Hartplatz         | Jana Sisikowa          | 6:3, 6:2         |
| 11. | 13. Dezember 2015  | El-Kantaoui         | ITF $10.000 | Hartplatz         | Marta Paigina          | 7:5, 6:1         |
| 12. | 27. Februar 2016   | Beinasco            | ITF $25.000 | Sand              | Jessica Pieri          | 1:6, 6:2, 6:2    |
| 13. | 13. März 2016      | Hammamet            | ITF $10.000 | Sand              | Julia Grabher          | 6:4, 6:4         |
| 14. | 20. März 2016      | Hammamet            | ITF $10.000 | Sand              | Irina Maria Bara       | 6:1, 4:6, 7:62   |
| 15. | 1. Mai 2016        | Chiasso             | ITF $25.000 | Sand              | Amanda Carreras        | 6:3, 7:61        |
| 16. | 22. Mai 2016       | Caserta             | ITF $25.000 | Sand              | Dalila Jakupović       | 6:2, 4:6, 6:2    |
| 17. | 3. Juli 2016       | Toruń               | ITF $25.000 | Sand              | Tadeja Majerič         | 7:5, 4:6, 6:2    |
| 18. | 6. November 2016   | Stockholm           | ITF $10.000 | Hartplatz (Halle) | Kristína Schmiedlová   | 6:2, 6:4         |
| 19. | 9. Oktober 2017    | Hammamet            | ITF $15.000 | Sand              | Satsuki Takamura       | 6:1, 6:2         |
| 20. | 1. April 2018      | Hammamet            | ITF $15.000 | Sand              | Yvonne Cavalle-Reimers | 6:3, 7:5         |
| 21. | 17. Februar 2019   | Trnava              | ITF W25     | Hartplatz (Halle) | Denisa Allertová       | 6:1, 6:3         |
| 22. | 29. September 2019 | Caldas da Rainha    | ITF W60     | Hartplatz         | Natalija Kostić        | 6:3, 2:0 Aufgabe |
| 23. | 30. April 2023     | Monastir            | ITF W15     | Hartplatz         | Lisa Mays              | 3:6, 6:4, 6:1    |
| 24. | 23. Juli 2023      | Porto               | ITF W40     | Hartplatz         | Kristina Mladenovic    | 6:4, 7:5         |
| 25. | 23. Februar 2025   | Scharm asch-Schaich | ITF W15     | Hartplatz         | Jana Kovačková         | 3:6, 6:0, 7:67   |
| 26. | 2. März 2025       | Scharm asch-Schaich | ITF W15     | Hartplatz         | Zhu Chenting           | 6:4, 3:6, 6:3    |
| 27. | 23. März 2025      | Scharm asch-Schaich | ITF W15     | Hartplatz         | Sopia Schapatawa       | 6:1, 6:2         |

### Doppel
| Nr. | Datum              | Turnier          | Kategorie   | Belag             | Partnerin             | Finalgegnerinnen                         | Ergebnis           |
| --- | ------------------ | ---------------- | ----------- | ----------------- | --------------------- | ---------------------------------------- | ------------------ |
| 1.  | 13. August 2010    | Istanbul         | ITF $10.000 | Hartplatz         | Başak Eraydın         | Fatma Al-Nabhani Magali de Lattre        | 3:6, 6:3, [10:4]   |
| 2.  | 15. Januar 2011    | Glasgow          | ITF $10.000 | Hartplatz (Halle) | Ulrikke Eikeri        | Teodora Mirčić Jasmina Tinjić            | 6:4, 6:4           |
| 3.  | 5. August 2011     | Istanbul         | ITF $10.000 | Hartplatz         | Irina Ramialison      | Christina Kasimowa Christina Shakovets   | 3:6, 6:1, [10:8]   |
| 4.  | 23. März 2012      | La Marsa         | ITF $25.000 | Sand              | Ulrikke Eikeri        | Mervana Jugić-Salkić Sandra Klemenschits | 6:3, 6:4           |
| 5.  | 28. April 2012     | Vic              | ITF $10.000 | Sand              | Jewgenija Paschkowa   | Amanda Carreras Ximena Hermoso           | 6:1, 6:2           |
| 6.  | 30. Juni 2012      | Breda            | ITF $10.000 | Sand              | Ysaline Bonaventure   | Carolin Daniels Xenia Knoll              | 6:4, 7:65          |
| 7.  | 9. März 2013       | Amiens           | ITF $10.000 | Sand (Halle)      | Lena-Marie Hofmann    | Bernice van de Velde Kelly Versteeg      | 7:65, 6:1          |
| 8.  | 16. März 2013      | Le Havre         | ITF $10.000 | Sand (Halle)      | Estelle Cascino       | Laura Schaeder Dejana Raickovic          | 0:6, 7:5, [10:5]   |
| 9.  | 23. August 2013    | Braunschweig     | ITF $15.000 | Sand              | Clothilde de Bernardi | Tereza Máliková Tereza Smitková          | 3:6, 6:1, [10:8]   |
| 10. | 28. Februar 2014   | Bron             | ITF $10.000 | Hartplatz (Halle) | Aljona Sotnykowa      | Anna Klasen Katharina Lehnert            | 5:7, 7:65, [10:5]  |
| 11. | 7. März 2014       | Amiens           | ITF $10.000 | Sand (Halle)      | Aljona Sotnykowa      | Angelica Moratelli Anna-Giulia Remondina | 6:1, 6:4           |
| 12. | 21. März 2014      | Le Havre         | ITF $10.000 | Sand (Halle)      | Aljona Sotnykowa      | Bernice van de Velde Kelly Versteeg      | 6:4, 6:3           |
| 13. | 4. April 2014      | Dijon            | ITF $15.000 | Hartplatz         | Réka Luca Jani        | Martina Borecká Michaella Krajicek       | 6:3, 7:5           |
| 14. | 7. September 2014  | Belgrad          | ITF $10.000 | Sand              | Natalija Kostić       | Nina Alibalić Nina Stojanović            | 6:1, 6:2           |
| 15. | 28. September 2014 | Varna            | ITF $10.000 | Sand              | Julia Terziyska       | Diana Buzean Raluca Elena Platon         | 7:5, 6:1           |
| 16. | 24. Januar 2015    | El-Kantaoui      | ITF $10.000 | Hartplatz         | Estelle Cascino       | Kristýna Hrabalová Vendula Žovincová     | 7:63, 6:0          |
| 17. | 31. Januar 2015    | El-Kantaoui      | ITF $10.000 | Hartplatz         | Chantal Škamlová      | Silvia Njirić Olga Parres Azcoitia       | 6:2, 6:0           |
| 18. | 27. Februar 2015   | Mâcon            | ITF $10.000 | Hartplatz (Halle) | Eva Wacanno           | Kinnie Laisné Marine Partaud             | 6:4, 3:6, [10:5]   |
| 19. | 14. März 2015      | El-Kantaoui      | ITF $10.000 | Hartplatz         | Myrtille Georges      | Magali Kempen Chanel Simmonds            | 1:6, 6:4, [10:2]   |
| 20. | 17. Juli 2015      | Bursa            | ITF $10.000 | Sand              | Dia Ewtimowa          | Ailen Crespo Azconzábal Ana Gobbimonllau | 6:2, 3:6, [10:7]   |
| 21. | 25. September 2015 | Varna            | ITF $10.000 | Sand              | Irina Maria Bara      | Julieta Lara Estable Ana Gobbimonllau    | 7:5, 4:6, [10:4]   |
| 22. | 3. Oktober 2015    | Sosopol          | ITF $10.000 | Hartplatz         | Julia Terziyska       | Anna Klasen Charlotte Klasen             | 6:2, 6:1           |
| 23. | 5. Dezember 2015   | El-Kantaoui      | ITF $10.000 | Hartplatz         | Karin Kennel          | Jana Sisikowa Darja Tschernezowa         | 4:6, 6:3, [10:7]   |
| 24. | 5. März 2016       | El-Kantaoui      | ITF $10.000 | Sand              | Julia Grabher         | Julija Kalabina Polina Monowa            | 7:5, 6:0           |
| 25. | 17. September 2016 | Dobritsch        | ITF $25.000 | Sand              | Lina Gjorcheska       | Laura Schaeder Melanie Stokke            | 6:713, 6:2, [10:6] |
| 26. | 25. März 2017      | Hammamet         | ITF $15.000 | Sand              | Chantal Škamlová      | Margarita Lasarewa Marija Marfutina      | 7:65, 4:6, [10:8]  |
| 27. | 7. Juli 2018       | Aschaffenburg    | ITF $25.000 | Sand              | Polina Leikina        | Emma Laine Chiara Scholl                 | 7:64, 7:5          |
| 28. | 29. September 2018 | Clermont-Ferrand | ITF $25.000 | Hartplatz (Halle) | Leonie Küng           | Manon Arcangioli Shérazad Reix           | 6:2, 7:5           |
| 29. | 28. September 2019 | Caldas da Rainha | ITF W60     | Hartplatz         | Jessika Ponchet       | Anna Danilina Vivian Heisen              | 6:1, 6:3           |
| 30. | 6. Juni 2021       | Grado            | ITF W25     | Sandplatz         | Lucia Bronzetti       | Federica Di Sarra Camilla Rosatello      | 6:4, 2:6, [10:8]   |
| 31. | 3. Juni 2022       | Brașov           | ITF W60     | Sand              | Jesika Malečková      | Veronika Erjavec Weronika Falkowska      | 7:65, 6:3          |
| 32. | 25. März 2023      | Monastir         | ITF W15     | Hartplatz         | Naïma Karamoko        | Fernanda Labraña Elena Milovanović       | 6:4, 3:6, [10:5]   |

## Abschneiden bei Grand-Slam-Turnieren

### Einzel
| Turnier         | 2016 | 2017 | 2018 | 2019 | 2020 | 2021 | 2022 | Karriere |
| --------------- | ---- | ---- | ---- | ---- | ---- | ---- | ---- | -------- |
| Australian Open | —    | Q1   | —    | —    | Q2   | Q2   | —    | —        |
| French Open     | —    | Q1   | —    | —    | Q1   | Q1   | Q2   | —        |
| Wimbledon       | Q1   | Q1   | —    | Q2   |      | Q2   | Q2   | —        |
| US Open         | Q2   | —    | —    | Q3   | —    | Q1   | Q1   | —        |

Zeichenerklärung: S = Turniersieg; F, HF, VF, AF = Einzug ins Finale / Halbfinale / Viertelfinale / Achtelfinale; 1, 2, 3 = Ausscheiden in der 1. / 2. / 3. Hauptrunde; Q1, Q2, Q3 = Ausscheiden in der 1. / 2. / 3. Qualifikationsrunde; nicht ausgetragen

## Weltranglistenpositionen am Saisonende
| Jahr   | 2009 | 2010 | 2011 | 2012 | 2013 | 2014 | 2015 | 2016 | 2017 | 2018 | 2019 | 2020 | 2021 | 2022 | 2023 | 2024 |
| ------ | ---- | ---- | ---- | ---- | ---- | ---- | ---- | ---- | ---- | ---- | ---- | ---- | ---- | ---- | ---- | ---- |
| Einzel | —    | 719  | 350  | 349  | 343  | 410  | 330  | 136  | 353  | 275  | 163  | 202  | 250  | 286  | 287  | 319  |
| Doppel | 1029 | 620  | 378  | 293  | 309  | 274  | 331  | 223  | 376  | 220  | 250  | 233  | 293  | 326  | 386  | 364  |